# Valea Chioarului
Valea Chioarului is een Roemeense gemeente in het district Maramureș.
Valea Chioarului telt 2275 inwoners.  
Affligem is de partnerstad van Valea Chioarului.

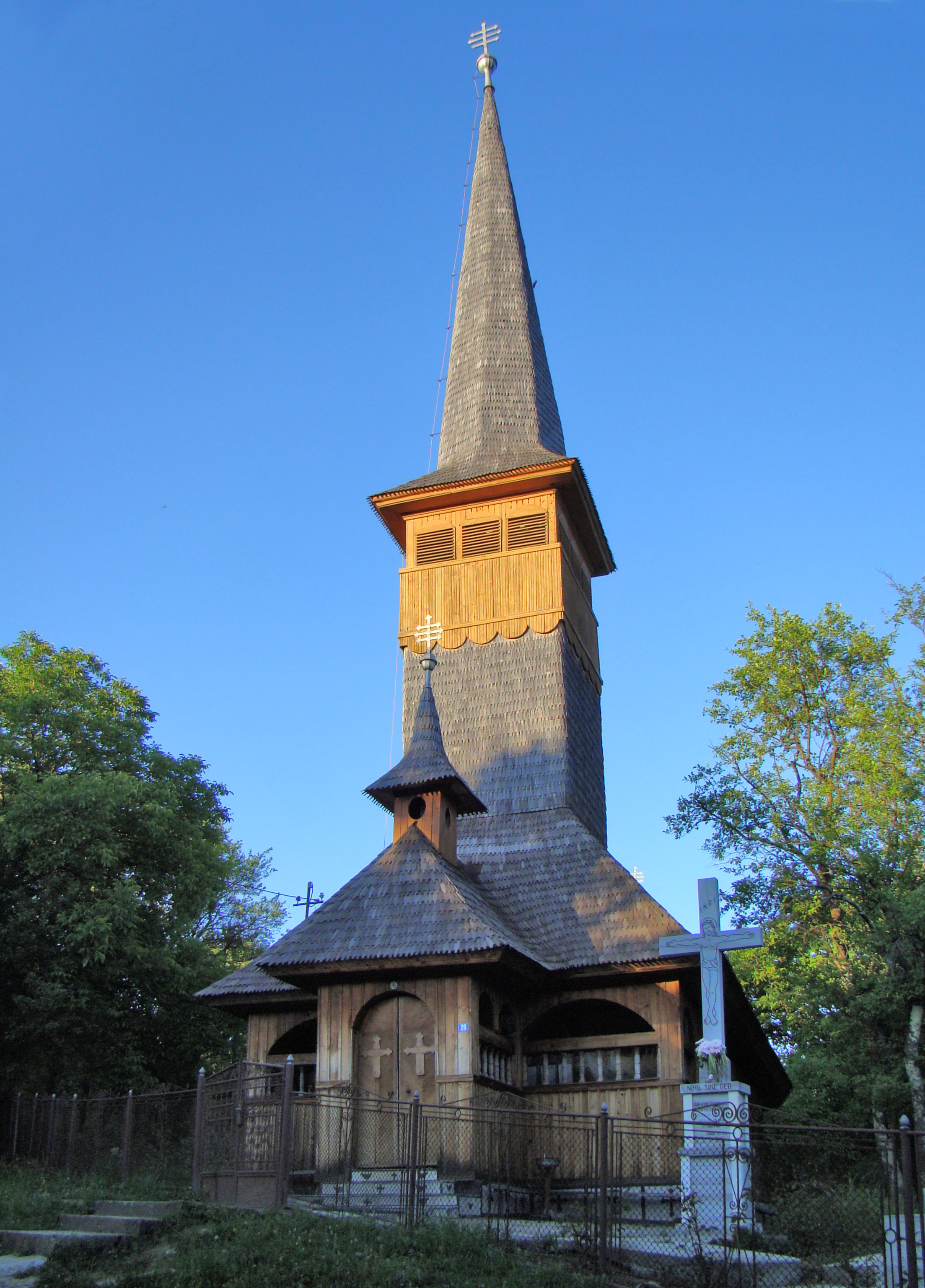